# Plinia glomerata
Myrciaria glazioviana, popularmente conhecida como cabeludinha, é uma planta nativa do Rio de Janeiro, São Paulo e sul de Minas Gerais.

## Sinônimos
Lista de sinônimos segundo o Reflora:
- Basiônimo Eugenia cabelludo var. glazioviana Kiaersk.
- Homotípico Paramyrciaria glazioviana (Kiaersk.) Sobral

## Morfologia e Distribuição
Arvoreta de 3-6 metros, da floresta submontana no Rio de Janeiro e cultivada de longa data nos pomares domésticos. Também existe registro em diversos outros estados do Brasil, como Rio Grande do Sul, Santa Catarina, Paraná, São Paulo, Espírito Santo, Bahia, Alagoas, Mato Grosso e Minas Gerais . Antigamente identificada erroneamente como Eugenia tomentosa Cambress. e Myrciaria glomerata O. Berg, que na verdade são outras plantas. Estreitamente relacionada a M. guaquiea (Kiarsrk.) Mattos & D. Legrand, M. glomerata O. Berg e M. strigipes O. Berg, essas quatro espécies ocupavam o antigo gênero Paramyrciaria Kausel. Folhas cartáceas, branco tomentosas na face inferior, de 4-11 por 1,2-3,5 cm, com margens curvadas para baixo. Flores reunidas em glomérulos axilares, formadas de maio a junho. Frutos globosos (2,5-3 cm), de casca amarelo-alaranjada tomentosa, com polpa escassa suculenta e adocicada, lembrando o sabor de pêssego para algumas pessoas. Maturação a partir de outubro.
Os frutos são ricos em Vitamina C (cerca de dez vezes mais do que na laranja) e possuem ação anti-inflamatória além de servirem de nutracêutico. 